# Eisner-díj a legjobb digitális képregénynek
Ebben a listában az Eisner-díj „legjobb digitális képregény” kategóriájának jelöltjei és nyertesei találhatóak.
| Év   | Mű                                      | Alkotók                                                    | Kiadó/Weboldal                                                                  |
| ---- | --------------------------------------- | ---------------------------------------------------------- | ------------------------------------------------------------------------------- |
| 2012 | Bahrain                                 | Josh Neufeld                                               | Cartoon Movement                                                                |
| 2012 | Battlepug                               | Mike Norton                                                | Battlepug.com                                                                   |
| 2012 | Delilah Dirk and the Turkish Lieutenant | Tony Cliff                                                 | Delilah Dirk and the Turkish Lieutenant                                         |
| 2012 | Outfoxed                                | Dylan Meconis                                              | Outfoxed                                                                        |
| 2012 | Sarah and the Seed                      | Ryan Andrews                                               | Sarah and the Seed                                                              |
| 2011 | The Abominable Charles Christopher      | Karl Kerschl                                               | The Abominable Charles Christopher                                              |
| 2011 | The Bean                                | Travis Hanson                                              | BeanLeaf Press                                                                  |
| 2011 | Lackadaisy                              | Tracy Butler                                               | Lackadaisy                                                                      |
| 2011 | Max Overacts                            | Caanan Grall                                               | Occasional Comics Disorder                                                      |
| 2011 | Zahra’s Paradise                        | Amir és Khalil                                             | Zahra’s Paradise Archiválva 2011. augusztus 12-i dátummal a Wayback Machine-ben |
| 2010 | The Abominable Charles Christopher      | Karl Kerschl                                               | The Abominable Charles Christopher                                              |
| 2010 | Bayou                                   | Jeremy Love                                                | Zuda Comics                                                                     |
| 2010 | The Guns of Shadow Valley               | David Wachter (író és rajzoló) és James Andrew Clark (író) | The Guns of Shadow Valley                                                       |
| 2010 | Power Out                               | Nathan Schreiber                                           | act-i-vate                                                                      |
| 2010 | Sin Titulo                              | Cameron Stewart                                            | Sin Titulo                                                                      |
| 2009 | Bodyworld                               | Dash Shaw                                                  | Dash Shaw                                                                       |
| 2009 | Finder                                  | Carla Speed McNeil                                         | Shadowline Online                                                               |
| 2009 | The Lady’s Murder                       | Eliza Frye                                                 | The Lady’s Murder                                                               |
| 2009 | Speak No Evil                           | Elan Trinidad                                              | Theory of Everything Comics                                                     |
| 2009 | Vs.                                     | Alexis Sottile (író) és Joe Infurnari (író és rajzoló)     | Smith Magazine                                                                  |
| 2008 | The Abominable Charles Christopher      | Karl Kerschl                                               | The Abominable Charles Christopher                                              |
| 2008 | Billy Dogma, Immortal                   | Dean Haspiel                                               | Dean Haspiel                                                                    |
| 2008 | The Process                             | Joe Infurnari                                              | the Process                                                                     |
| 2008 | PX!                                     | Manny Trembley (író és rajzoló) és Eric A. Anderson (író)  | PX!                                                                             |
| 2008 | Sugarshock!                             | Joss Whedon (író) és Fabio Moon (rajzoló)                  | MySpace Dark Horse Presents                                                     |
| 2007 | Bee: Motel Art Improvement Service      | Jason Little                                               | Jason Little Comics and Illustration                                            |
| 2007 | Girl Genius                             | Phil Foglio (író és rajzoló) és Kaja Foglio (író)          | Girl Genius Online Comics                                                       |
| 2007 | Minus                                   | Ryan Armand                                                | Kiwis by Beat                                                                   |
| 2007 | Phables                                 | Brad Guigar                                                | Phables                                                                         |
| 2007 | Sam and Max: The Big Sleep              | Steve Purcell                                              | Telltale Comics                                                                 |
| 2007 | Shooting War                            | Anthony Lappé (író) és Dan Goldman (rajzoló)               | Shooting War                                                                    |
| 2006 | Copper                                  | Kazu                                                       | copper                                                                          |
| 2006 | Jellaby                                 | Kean Soo                                                   | The Secret Friend Society                                                       |
| 2006 | ojingogo                                | Matt Forsythe                                              | ojingogo                                                                        |
| 2006 | PvP                                     | Scott Kurtz                                                | PvPonline                                                                       |
| 2005 | Athena Voltaire                         | Steve Bryant                                               | Athena Voltaire                                                                 |
| 2005 | Copper                                  | Kazu                                                       | copper                                                                          |
| 2005 | Jonny Crossbones                        | Les McClaine                                               | Jonny Crossbones                                                                |
| 2005 | Mom’s Cancer                            | Brian Fies                                                 | Mom’s Cancer                                                                    |
| 2005 | ojingogo                                | Matt Forsythe                                              | ojingogo                                                                        |